# Mathilde Seigner
Mathilde Seigner (Paris, 17 de janeiro de 1968) é uma atriz francesa.